# 金光修
金光 修（かねみつ おさむ、1954年10月28日 - ）は、日本の実業家、テレビプロデューサー。株式会社フジ・メディア・ホールディングス 前代表取締役社長。
株式会社フジテレビジョン代表取締役社長、株式会社産業経済新聞社監査役などを歴任した。

## 経歴・人物
東京都出身。中学時代に音楽、高校時代に競馬に興味を持つ。早稲田大学第一文学部卒業。1978年西武百貨店に入社、マーケティングを担当し、糸井重里「おいしい生活」に関わる企画に携わった。
1983年4月、フジテレビジョン（現：フジ・メディア・ホールディングス）に中途入社。1987年に映画『私をスキーに連れてって』のプロジェクトを実現させると、1989年に編成部に異動して、1989年から『NONFIX』（是枝裕和らを起用）、1990年から『カノッサの屈辱』、1991年『バナナチップス・ラブ』、1991年から『カルトQ』、1992年から『アジアバグース!』、1993年から『ワーズワースの庭で』、1994年『Revolution No.8』、などの個性的な深夜番組や、1993年から人気番組『料理の鉄人』の企画などに携わる。1997年、ジェイ・スカイ・ビー（現：スカパーJSAT）に派遣され、CS放送スカイパーフェクTV!（現：スカパー!）の立ち上げに携わり、1998年から『競馬予想TV!』を企画した。
1999年、ビーエスフジ（BSフジ）編成局長に就任。2009年6月にフジテレビジョン経営企画局長、2011年6月にフジ・メディア・ホールディングス（FMH）経営企画局長、2012年6月にFMH及びフジテレビジョン両社の執行役員経営企画局長を歴任。2013年6月にFMH常務、2015年6月にFMH専務、2017年6月にフジテレビジョン専務を兼ね、2019年6月にFMH代表取締役社長に就任した。
2019年12月11日にNHKBSプレミアムの『たけしの“これがホントのニッポン芸能史”』のグルメ番組の歴史を振り返るテーマの回で『料理の鉄人』の企画者としてインタビューVTRに出演した。
2021年4月、FMHの放送法の外資規制違反問題では、衆議院総務委員会に参考人として出席し、「多くの方々にご心配をおかけしたことを深くおわび申し上げる」と謝罪した。
2021年6月、フジテレビジョンの代表取締役社長を兼務。2021年11月、従業員の人員バランス適正化と経営合理化を目的として「ネクストキャリア支援希望退職制度」を実施した。2022年春の改編では『森田一義アワー 笑っていいとも!』の後継番組だった『バイキングMORE』（2020年9月25日までは『バイキング』）が終了した。
2022年6月、フジテレビジョンの社長職を港浩一に交代し、FMHの社長職に専念した。
2025年3月27日付でフジテレビジョンの非常勤取締役を退任。同年6月25日に開催された定時株主総会終結の時を以て、FMHの代表取締役社長を任期満了に伴い退任した。
元妻は、重岡由美子（元フジテレビ・ゼネラルプロデューサー、元旧ジャニーズ事務所（現：SMILE-UP.）取締役）。

## 著書
- 『精選馬名事典』ミデアム出版社、2000年6月。ISBN 9784944001668。
- 『あの頃、VANとキャロルとハイセイコーと…since1965』アスコム、2002年12月1日。ISBN 978-4776200055。
  - 『あの頃、VANとキャロルとハイセイコーと…since1965』扶桑社、2022年3月1日。ISBN 978-4594748609。
- 『東京ビートポップス～音楽も街も人もワクワクしていたあの頃』ヤマハミュージックエンタテインメントホールディングス、2010年2月25日。ISBN 978-4636850567。
  - 『東京ビートポップス～音楽も街も人もワクワクしていたあの頃』扶桑社、2022年3月1日。ISBN 978-4594748623。

## 関連作品
- 映画『私をスキーに連れてって』
- 映画『彼女が水着に着替えたら』
- 映画『波の数だけ抱きしめて』
- NONFIX
- カノッサの屈辱
- バナナチップス・ラブ
- カルトQ
- アジアバグース!
- ワーズワースの庭で
- 料理の鉄人
- ワーズワースの冒険
- ラスタとんねるず'94
- アジアNビート
- 競馬予想TV!
- HIT SONG MAKERS 〜栄光のJ-POP伝説〜